# 1978 en Alberta
Chronologie de l'Alberta
- 1974
- 1975
- 1976
- 1977
- 1978
- 1979
- 1980
- 1981
- 1982

Cette page concerne des événements qui se sont produits durant l'année 1978 dans la province canadienne de l'Alberta.

## Politique
- Premier ministre :  Peter Lougheed du parti Progressiste-conservateur
- Chef de l'Opposition : Robert C. Clark
- Lieutenant-gouverneur :  Ralph Garwin Steinhauer
- Législature :

## Événements
- Mise en service :
  - de la 101 Street Tower également nommée Oxford Tower, immeuble de bureaux de 118 mètres de hauteur situé 10235 101 Street NW à Edmonton[1].
  - du Commonwealth Stadium, stade situé 11000 Stadium Road à Edmonton[2].
  - de l' Edmonton Light Rail Transit (LRT), métro d'Edmonton[3].
  - du Sun Life Place, immeuble de bureaux de 108 mètres de hauteur situé 10123 99 St NW à Edmonton[4].
- Jeux du Commonwealth de 1978 à Edmonton.
- l'Université Athabasca reçoit son statut permanent.

- 22 avril : 
  - mise en service de la Central LRT Station du métro d'Edmonton[5].
  - mise en service de la Churchill LRT Station du métro d'Edmonton[6].

## Naissances
- Esi Edugyan (née en 1978), romancière canadienne[7].
- Brandy Payne (née en 1978 à Calgary), femme politique canadienne, elle est élue à l'Assemblée législative de l'Alberta lors de l'élection provinciale de 2015. Elle représente la circonscription de Calgary-Acadia en tant qu'une membre du Nouveau Parti démocratique de l'Alberta.
- 18 janvier : Joshua Holden (né à Calgary), joueur professionnel canadien de hockey sur glace[8].
- 13 février : Brian S. Storseth (né à Barrhead) , homme politique canadien.
- 9 mars : Chris Phillips (né à Fort McMurray), joueur de hockey sur glace professionnel de la Ligue nationale de hockey qui évoluait au poste de défenseur.
- 16 mars : Aaron Millar (né à Fort Saskatchewan), joueur professionnel canadien de hockey sur glace.
- 20 mars : Reidun Tatham, née à Calgary, nageuse canadienne spécialisée en natation synchronisée.
- 15 avril : Michael DuPont (né à Calgary), joueur canadien professionnel de hockey sur glace.
- 24 mai : Johnathan Aitken (né à Edmonton), joueur professionnel canadien de hockey sur glace.
- 2 juin : Lance Ward (né à Lloydminster), joueur canadien de hockey sur glace professionnel[9].
- 17 juin : Travis Roche (né à Grande Cache), joueur professionnel canadien de hockey sur glace[10]. Il joue actuellement en tant que défenseur avec le CP Berne en LNA.
- 21 juin : Erica Durance, actrice et productrice canadienne, née à Calgary.
- 16 octobre : Marlin Schmidt, né à Edmonton, est un homme politique canadien, ministre de l'Enseignement supérieur au sein du gouvernement de Rachel Notley de 2016 à 2019.
- 17 octobre : 
  - Lars Hirschfeld, footballeur canadien, né  à Edmonton.
  - Erin Karpluk, née à Jasper, actrice de télévision canadienne.
- 20 novembre : Christopher Warkentin (né à Grande Prairie), homme politique canadien.
- 19 décembre : Matt Dunning, né à Calgary, joueur de rugby à XV qui joue avec l'équipe d'Australie évoluant au poste de pilier. Après avoir joué avec les New South Wales Waratahs, il rejoint la Western Force en 2010.